# ヤシン・ミカリ
ヤシン・ミカリ（Yassin Mikari 、1983年1月9日 - ）は、スイス・チューリッヒ州・タルウィル(en)出身のサッカー選手。ポジションはディフェンダー。

## 代表歴
U-21スイス代表でプレーした後、2007年にチュニジア代表でのプレーを選択しアフリカネイションズカップ2008のメンバーに名を連ねた。

## 所属クラブ
- グラスホッパー 2001-2003
- FCルツェルン 2003-2004
- FCヴィンタートゥール 2005-2006
- グラスホッパー 2007-2008
- FCソショー 2009-2013
- FCルツェルン 2013-2014
- クラブ・アフリカーン 2014-2016
- FCシャフハウゼン 2017-2018